# Azuláo: En vivo con Lila Downs
Azuláo; En vivo con Lila Downs es un álbum acústico en vivo de la cantante mexicana Lila Downs. Grabado en abril de 1996 en la Ciudad de Oaxaca. Este álbum es considerado como una de las mejores presentaciones de la artista, y como un camino previo al ingreso musical y comercial en México y Estados Unidos ya que con este trabajo Lila Downs se dio a conocer en diferentes partes de la república mexicana y fue su primer álbum que se editó en CD.
En este disco la cantautora mexicana fue acompañada por un conjunto de reconocidos músicos que apoyaron y colaboraron en su interpretación de temas tradicionales así como música ranchera y piezas de jazz. Desde temas como "Amanecí en tus brazos" hasta los acordes de "Lucky",  en este material Lila interpreta temas en español y en inglés así como composiciones de Jaime Sabines, David Haro, José Alfredo Jiménez, Chuy Rasgado y Elpidio Ramírez. 
Cabe destacar que Downs en colaboración con Paul Cohen (Director artístico de Lila) fueron quienes produjeron musicalmente este álbum, considerando los arreglos necesarios para la interpretación de las piezas incluidas en este material.  El disco realmente no tuvo promoción a través de sencillos, ni de forma masiva ya que fue directamente promocionado en presentaciones de la artista editándose un escaso número de copias por lo que actualmente este álbum se encuentra descatalogado físicamente y aunque ya no forma parte de la discografía oficial de Lila Downs se puede conseguir en formato digital.

## Lista de canciones
| #   | Título                          |      |
| --- | ------------------------------- | ---- |
| 1.  | " Days "                        | 3:44 |
| 2.  | " You Don't Know What Love Is " | 4:13 |
| 3.  | "Mi Corazón Me Recuerda"        | 4:04 |
| 4.  | "Sassafras"                     | 3:25 |
| 5.  | "La Malagueña Salerosa"         | 3:54 |
| 6.  | "Lucky"                         | 3:59 |
| 7.  | " My One And Only Love "        | 4:23 |
| 8.  | "Naila"                         | 3:10 |
| 9.  | "Dinero"                        | 5:00 |
| 10. | "Waves"                         | 4:56 |
| 11. | "Body & Soul"                   | 6:09 |
| 12. | "Ángel"                         | 5:11 |
| 13. | "Amanecí en Tus Brazos"         | 2:39 |